# 教派神道
教派神道（きょうはしんとう）是明治時代從大教院、神道事務局分派獨立，受到公認的神道系宗教團體之總稱。

## 概要
戰前，除了1教派（伊勢神宮系的「神宮教」）脫離，最終總計13教派。1912年（明治45年），組織「連合會」，13派體制維持至戰後，所以也稱神道十三派。
| 教派                                                        | 初代・教祖 | 獨立公認年月           |
| ----------------------------------------------------------- | ---------- | ---------------------- |
| 神道黑住派（黑住教）                                        | 黑住宗忠   | 1876年（明治9年）10月  |
| 神道修成派                                                  | 新田邦光   | 1876年（明治9年）10月  |
| 神道神宮派（神宮教） （→ 神宮奉齋會 1899年（明治32年））    | 田中賴庸   | 1882年（明治15年）5月  |
| 神道大社派（神道大社教・出雲大社教）                        | 千家尊福   | 1882年（明治15年）5月  |
| 神道扶桑派（扶桑教）                                        | 宍野半     | 1882年（明治15年）5月  |
| 神道實行派（實行教）                                        | 柴田花守   | 1882年（明治15年）5月  |
| 神道神習派（神習教）                                        | 芳村正秉   | 1882年（明治15年）5月  |
| 神道大成派（神道大成教） （→ 1976年（昭和51年）連合會退會） | 平山省齋   | 1882年（明治15年）5月  |
| 神道御嶽派（御嶽教）                                        | 下山應助   | 1882年（明治15年）9月  |
| 神道本局（神道大教）                                        | 稻葉正邦   | 1886年（明治19年）1月  |
| 神理教                                                      | 佐野經彥   | 1894年（明治27年）10月 |
| 禊教                                                        | 井上正鐵   | 1894年（明治27年）10月 |
| 金光教                                                      | 金光大神   | 1900年（明治33年）6月  |
| 天理教 （→ 1970年（昭和45年）連合會退會）                   | 中山美伎   | 1908年（明治41年）11月 |

戰後，大本加入連合會，天理教・神道大成教退會，成為12派。
| 教派 | 初代・教祖            | 連合會加入年月     |
| ---- | --------------------- | ------------------ |
| 大本 | 出口直・ 出口王仁三郎 | 1956年（昭和31年） |

## 脚注
1. ↑  戰後，形成神社本廳的前身組織之一。

## 關連項目
- 神社神道
- 古神道
- 神佛習合/神佛分離

## 外部連結
- 教派神道連合会 （页面存档备份，存于）